# Мамедов, Махир Алескер оглы
Махир Алескер оглы Мамедов (азерб. Mahir Ələsgər oğlu Məmmədov; род. 20 августа 1962, Баку) — президент Федерации шахмат Азербайджана.

## Биография
Родился 20 августа 1962 года в Баку. В 1984 году окончил факультет промышленного и гражданского строительства Азербайджанского инженерно-строительного института. Получил специальность «инженер-строитель».
С 1991 по 1993 год являлся аспирантом НИИ гидротехники и мелиорации Азербайджана в области химической обработки сборных железобетонных конструкций.
В 1984 году работал в «АзизбейофНефть». С 1986 по 1991 год являлся инженером лаборатории химической обработки железобетонных конструкций завода «ВНИИ Железобетон». С 1991 по 1995 год работал в различных компаниях.
С 1995 по 1996 год являлся генеральным директором азербайджанского представительства грузинской государственной компании «ГрузНефтепродукт». С 1996 по 2002 год являлся генеральным директором азербайджанского представительства ООО «Anglo Oil Corporation».
Является генеральным директором «SOCAR Energy Georgia» (с августа 2006 года).
В 2000 году вошёл в состав исполнительного комитета Федерации шахмат Азербайджана.
С 2005 года являлся вице-президентом Федерации шахмат Азербайджана.
С 2004 по 2008 год являлся членом Совета правления и казначеем Европейского шахматного союза.
С 2018 является вице-президентом Международной шахматной федерации (ФИДЕ).
Президент Федерации шахмат Азербайджана (с 26 ноября 2021).
Является членом исполнительного комитета АФФА и президентом Отраслевых футбольных федераций Азербайджана. Является руководителем шахматного клуба «SOCAR-Азербайджан».